# Baños Trapa-Trapa
Los baños Trapa-Trapa son manantiales termales ubicados en la Región de La Araucanía utilizados para fines medicinales y turísticos.

## Ubicación
Los baños están ubicados al lado poniente de la frontera internacional de la Región de La Araucanía en la latitud de Mulchén.

## Historia
Francisco Solano Asta-Buruaga y Cienfuegos escribe sobre el lugar en su Diccionario Geográfico de la República de Chile de 1899:: 836 
Trapatrapa.-—Corriente de agua del departamento de Laja en el interior de los Andes al E. de Santa Bárbara. Nace por los 37° 35' Lat. y 71° 15' Lon. del cerro de Troglipi en la línea anticlinal de esa cordillera, y corre por una estrecha abra en dirección al NO. para ir á juntarse con otra corriente de agua que baja del lado sudoeste del boquete de Pichachén y formar el riachuelo de Quenco. En una de las quebradas cercanas á su cabecera existen las aguas minerales de su nombre ó de Liray, reconocidas en 1858, que contienen notable proporción de sulfatos y fosfatos de soda, cal y magnesia, hierro, &c. En la inmediación de estas aguas y del nacimiento del mismo Trapatrapa, tienen los Andes un boquete por donde el camino pasa á la altitud de 2,310 metros. El nombre viene de la duplicación de thapum, torcer.
Luis Risopatrón lo describe en su Diccionario Jeográfico de Chile de 1924:: 898 
Trapa-trapa (Baños termales de). 37° 13' 71° 10' Ofrecen aguas cargadas de suifatos i fosfatos de soda, cal i magnesia, hierro etc i se encuentran en la parte superior del cajón del rio Queuco, en las faldas N del cerro Bayo. 61, 1858, p. 225 bis; 85, p. 104; 134; i 156; aguas en 61, xxxix, p. 245; i 63, p. 430; de Trapatrapa o de Liray en 155, p. 857; i baños de Liray en la p. 376; i termas Baños de Trapa-Trapa en 68, p. 37.

## Población, economía y ecología
Las termas están ubicadas en la Región de La Araucanía, pero hidrográficamente pertenecen a la cuenca del Biobío.